# The Honeymoon Tour
The Honeymoon Tour (abreviado como "HMT") fue la primera gira mundial de la cantante estadounidense Ariana Grande. Incluyó conciertos en América, Europa y Asia para promover su segundo álbum de estudio My Everything, de 2014. La gira inició el 25 de febrero de 2015 en Independence, Estados Unidos y finalizó el 25 de octubre de 2015 en São Paulo, Brasil. La empresa encargada de la promoción de la gira fue Live Nation.
The Honeymoon Tour encabezó el resumen semanal de Hot Tours el 30 de abril de 2015 por $14 millones de entradas vendidas de veinticinco conciertos de la etapa de Norteamérica entre febrero a mediados de abril. A finales de 2015, la gira se colocó en el número 3 en la lista de "Top 100 Worldwide Tours" de Pollstar, recaudando $ 41,8 millones con 81 conciertos realizados, con una asistencia total de 998.667 personas.

## Antecedentes
Grande ya anunció durante la promoción de My Everything, que tenía intención de realizar una gran gira, pero no fue confirmado hasta que firmó un contrato oficial con Live Nation. El 25 de agosto de 2014, durante una entrevista a un medio radiofónico, confirmó que las fechas de la gira serían anunciadas próximamente, dando lugar a que a través de su club de admiradores oficial confirmara poco después los lugares donde se realizara el espectáculo. Finalmente, el 13 de septiembre, se publicaron las fechas oficiales, de Norteamérica, gracias a la revista estadounidense Billboard. Próximamente se anunciaran más fechas a nivel internacional. El 17 de noviembre se anunció mediante el club de admiradores de Ariana, las fechas europeas de la gira, iniciando así que los medios también las anunciasen. La venta de entradas oficial fue iniciada a partir del viernes 21 de noviembre. En enero de 2015, Grande anunció que haría uso de los guantes Mi.Mu como un accesorio para su gira, diseñados por su mayor influencia artística Imogen Heap. Los guantes fueron usados para algunas canciones durante la gira. Así, Grande se mostró usando los guantes tecnológicos, que remixean su voz mediante movimientos de sus manos, por primera vez en vivo.
Los primeros conciertos en Japón fueron anunciados el 24 de febrero de 2015, aunque estos formaran parte del Festival Summer Sonic, visitando con su gira Osaka y Tokio en agosto de ese mismo año. A finales de marzo de 2015, se confirmó la visita de la cantante por primera vez a Filipinas, añadiendo una fecha en la capital, Manila. Asimismo, Grande visitó, poco después, el programa de Jimmy Fallon, The Tonight Show, donde anunció que se anunciarían más fechas para la gira, aproximadamente unas 40 a su entender. Poco después, se confirmaron las fechas en Estados Unidos y Canadá, dando lugar a que la cantante realice 61 espectáculos únicamente en América del Norte. En esta nueva tanda de fechas, la cantante tubo como telonero al cantante Prince Royce. En agosto de 2015 Grande, mediante sus redes sociales, anunció que la gira llegaría a América Latina en octubre de ese mismo año, visitando países como México, Argentina, Chile o Brasil por primera vez en su carrera. A mediados de octubre de 2015 se anunció una prolongación de dos conciertos más en Japón y uno en los Emiratos Árabes Unidos por las fiestas del día nacional del país, dando lugar a que la gira acabe en diciembre de ese mismo año.

## Actos de apertura
Primera etapa
- Rixton & Cashmere Cat (Norteamérica, 25 de febrero de 2015 - 16 de abril de 2015)[15]

Segunda etapa
- Rixton (Europa, 15 de mayo de 2015 - 15 de junio de 2015)[16]
- Paula Rojo (España, 16 de junio de 2015)[17]

Tercera y cuarta etapa
- Prince Royce (América del Norte, 16 de julio de 2015 - 9 de agosto de 2015 & 29 de agosto de 2015 - 15 de octubre de 2015)[12]

## Recepción de la crítica
| «Lo que quieres de Grande en concierto es su gran voz, esa gama de cuatro octavas fluyendo con profunda emoción. A veces, eso era evidente, sobre todo cuando no había bailarines sobre el escenario. [...] Grande mostró su prodigiosa voz también en temas de ritmos energéticos, incluyendo canciones como "Love Me Harder", que comenzó con ella a solas encima de un pedestal que se levantó en el fondo del escenario.» —Jon Bream, sobre Grande en concierto |

La gira, hasta el momento ha recibido en general comentarios mixtos de los críticos, que incluyen elogios a la voz de Grande por parte de los mismos.
En una crítica de la noche de inauguración en Independence (Misuri), Timothy Finn de The Kansas City Star dio a Grande una crítica en su mayoría positiva, que incluyó elogios por su energía y entusiasmo al cantar y bailar junto con sus bailarines. Al describir la sensación general del espectáculo, Finn cubrió el espectáculo como una «mezcla extravagante de música, danza, láseres, vídeos, pirotecnia, y cambios de vestuario, similar a los tipos de espectáculos audiovisuales entregados por cantantes como Katy Perry y Britney Spears». Finn también señaló que a pesar de que Grande proclamó estar nerviosa, no lo demostró. La única queja fue hecha por el nivel de sonido, a veces, durante la actuación. Finn dijo que «durante un par de canciones, sonaba tan fuerte su voz que era difícil de oír la música y otros ruidos, y las letras eran difíciles de descifrar».
Para el segundo espectáculo de la gira realizada en Milwaukee (Wisconsin), Piet Levy del The Milwaukee Journal Sentinel realizó una opinión predominantemente negativa para el espectáculo, sin embargo, aplaudió la buena calidad vocal de Grande. 
Levy opinó que Grande «no está lista para las grandes ligas». Dijo que la actuación «no significó el nacimiento de la próxima superestrella. Según Levy, la mayoría de las veces se sentía como un ensayo general.» También señaló que Grande aparentemente se retuvo vocalmente en canciones como «Bang Bang» y «Why Try», asimismo, también criticó el uso de los guantes Mi.Mu que fue usado durante una parte del espectáculo, preguntándose «¿quién honestamente pensó que cortar y manipular electrónicamente una bonita voz como la de Ariana sería una buena idea?». Sin embargo, Levy aplaudió a Grande por su coreografía consistente y «sensacional voz» en canciones como «My Everything» y «Just a Little Bit of Your Heart».
En otra crítica mixta, escrita por John Bream para el Star Tribune, Bream simplemente comentó, acerca del tercer espectáculo de la gira, que «Grande no es lo suficientemente grande para lograr [un] espectáculo de arena.» Continuó con su comentario criticando negativamente la puesta en escena, diciendo que el escenario «estaba demasiado saturado, con poca luz y mal concebida». Por otro lado, también destacó la calidad vocal de Grande, y consideró que el énfasis del show debió haber estado en su voz, que es su mejor arma, y no en los accesorios del espectáculo, afirmando que «lo que quieres de Grande en concierto es su gran voz, esa gama de cuatro octavas fluyendo con profunda emoción. A veces, eso era evidente, sobre todo cuando no había bailarines sobre el escenario». Además, destacó que Grande hizo una profunda interpretación vocal de «Just A Little Bit Of Your Heart». 
Criticó el uso de los guantes Mi.Mu, que fueron usados en algún momento del show, diciendo acerca de Grande que «con esa voz tan espléndida en una época de pocas voces femeninas destacables, ¿por qué ella quiere ensuciarse con la tecnología?». 
Bream afirmó que «Grande mostró su prodigiosa voz también en temas de ritmos energéticos, incluyendo canciones como "Love Me Harder", que comenzó con ella a solas encima de un pedestal que se levantó en el fondo del escenario».

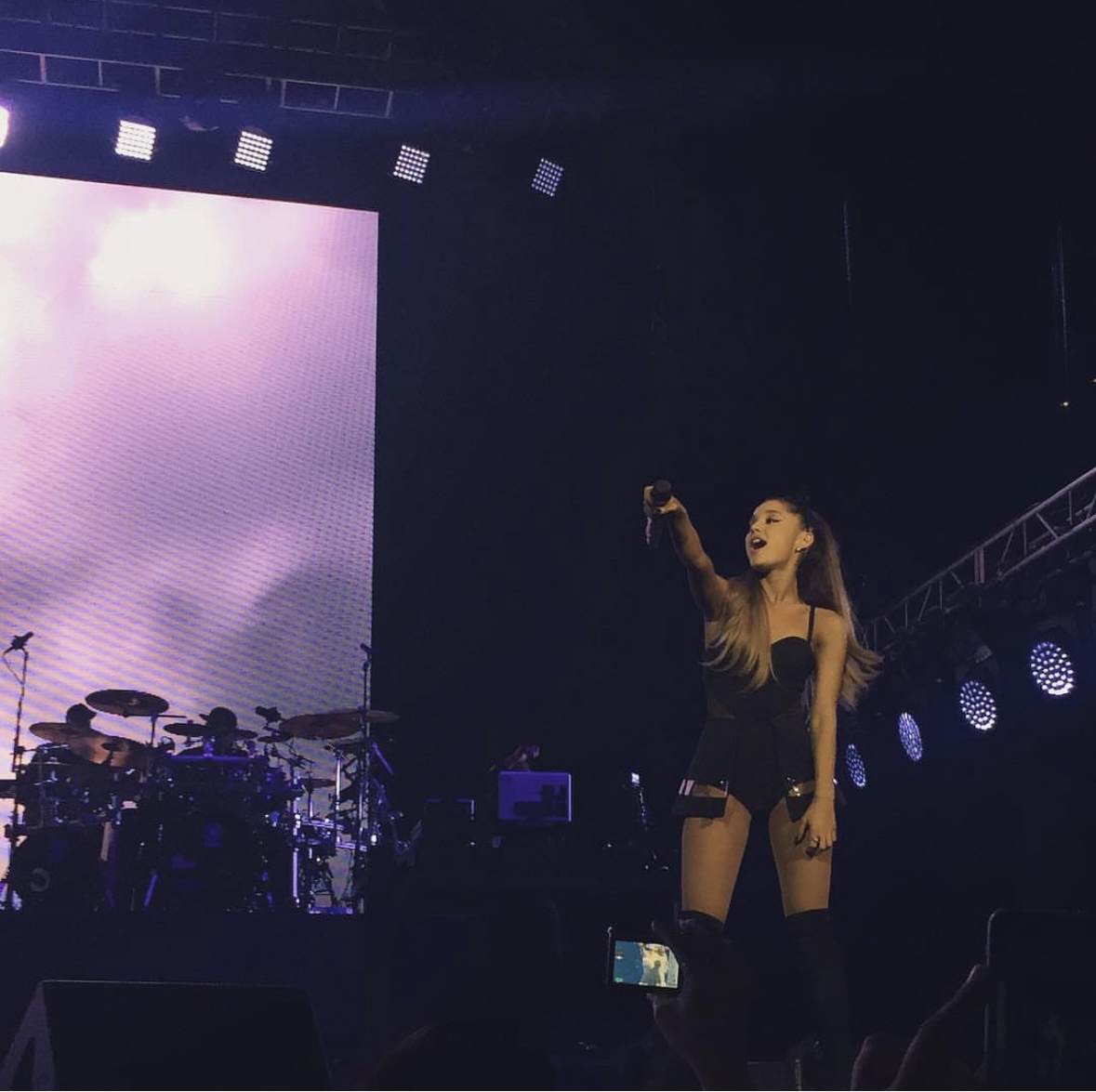
Grande durante el concierto de Manila (Filipinas).

Jhon Moser de The Morning Call, alabó todo el concierto ofrecido en Filadelfia, dijo que «en casi todos los sentidos, Grande era algo así como los tres osos del cuento de hadas: ella lo hizo todo bien.». Y resaltó que esto se debió en gran medida a la voz de Grande, afirmando que «ella es simplemente una de las más impecables, técnicamente de los cantantes más talentosos de todos los tiempos».
También destacó que, desde el principio del concierto, la cantante mostró su voz y no se guardó nada, dijo que «desde el inicio con "Bang Bang", Grande inmediatamente mostró sus dotes para el canto, ofreciendo un dispare vocal en medio de fuegos artificiales». Sobre la puesta en escena, a Morse le encantó, describiéndolo como una «grandeza», pero dijo que «nunca eclipsó la música. La razón más grande de eso es que la voz de cuatro octavas de Grande fue más grande en sí misma: altos y claros, alcanzando una nota celestial, e incluso haciendo un poco de rapeo rápido en "Be My Baby"».
Continuó alabando las cuerdas vocales de Grande calificando de «estratosférico» su voz en «Pink Champagne». Por otro lado, según Moser, dijo que «ella claramente se siente cómoda en su talento. Bailó de espíritu libre y sin inhibiciones, incluso en zapatos negros de tacón alto durante "Break Your Heart Right Back"». A Moser le pareció acertada la idea de hacer un concierto apropiado, a diferencia de los shows de otras colegas de la cantante que no son apropiados para su público juvenil, dijo que «Grande también tuvo éxito en hacer el concierto con clase en lugar de hacerlo hipersexualizada como la mayoría de las cantantes que fueron de Disney y Nickelodeon lo hacen». Finalmente, comentó que «ella caminó con éxito la línea entre sensual y apropiado para su público en su mayoría joven y adolescente».
En otra crítica positiva, Drew Blackburn de Dallas Observer, comentó que «Right There» fue una de las canciones más destacadas de la noche durante el concierto ofrecido en el estadio American Airlines Center, en Dallas. Resaltó que Grande tuvo una producción minimalista y extravagante. Al respecto dijo que «a veces, ella salía volando en objetos masivos como en una enorme nube y se mantuvo flotando durante su tercer número, "Best Mistake".»
Blackburn dijo que Grande tiene una voz realmente notable, y señaló que durante el concierto ella «estaba absolutamente en su mejor momento cuando dejó de moverse y sólo cantaba, porque diablos, ella tiene una voz increíble», dijo emocionado. Y siguió con su comentario resaltando que es maravilloso que esta generación tenga a alguien como Ariana con una voz excepcional ocupando el espacio que Christina Aguilera y Mariah Carey ocuparon alguna vez.

## Emisiones y grabaciones

### Honeymoon Diaries
The Honeymoon Diaries es una serie de vídeos basados en las experiencias, preparativos, convivencia y comentarios respecto a la gira, así como el desarrollo de los shows. Estos son grabados, solo en ocasiones más “personales”, por la misma Ariana; por lo general, la vemos a ella siendo grabada en los ensayos, entre bambalinas y otros lugares (generalmente, a los que visita, gracias a que es un tour mundial), donde no solo comparte la experiencia con su equipo de trabajo, sino también con sus amistades y familiares. Así, la cantante muestra su punto de vista en cuanto a otros aspectos de su vida y nos permite ver pequeñas escenas cotidianas del backstage y de sus propios conciertos en vivo. 
Estos vídeos son publicados mediante una cuenta del mismo nombre en YouTube.

### Festivales
Con motivo de la participación de Grande en algunos festivales musicales, algunos de esos conciertos fueron grabados y publicados mediante las redes sociales o sitios webs como Youtube. La participación de la cantante en el Summertime Ball de Londres, donde actuó frente a 80.000 personas en el Wembley Stadium, fue grabado y publicado mediante la web de Capital FM y el canal Vevo de Grande. Asimismo, la actuación realizada en el Summer Sonic Festival de Japón también fue grabado y difundido en Internet.

## Sinopsis del concierto
El concierto se inicia con una introducción en video mostrando a Grande hablando de la gira, luego empieza una cuenta atrás de 60 segundos. Al terminar, ella emerge de escenario por una de las plataformas para interpretar «Bang Bang», junto con pirotecnia (o fuego en algunos shows). Luego interpreta «Hands On Me», el cual contaba con lazers y coreografias. Al terminar la canción, ella y sus bailarines bajan del escenario por la plataforma central, para así dar comienzo a un interludio breve bajo el sonido de «Honeymoon Avenue», finalmente pasa a interpretar «Best Mistake», con la que se pasa a una división de las pantallas con ella encima de una nube voladora la cual se movia por el escenario. A continuación realiza la canción «Break Your Heart Right Back» la cual contaba con humo en el suelo y coreografias, además de contar con un video de Childish Gambino en las partes de rap. Luego de esto «Be My Baby» comienza seguido de una coreografía, lazers y humo que salía de cañones, luego al final Grande levanta su brazo y se queda estática por unos segundos, para luego bajarlo y que las luces comiences a titilar junto con humo emergiendo de los cañones y ella bajando por una plataforma, iniciando así el siguiente acto. (En la segunda parte norteamericana de la gira, Grande también realizara un "mashup" de  «I'm Every Woman» de Whitney Houston y «Vogue» de Madonna en esta parte).
El siguiente acto comienza con el codirector musical "DJ Dubz" tap-dancing de Grande y conduce a un interludio que muestra a Grande preparándose para un evento desconocido delante de un espejo. Esto lleva a la división de pantallas de nuevo y se ve a Grande montando en una lámpara de araña, lo que la lleva al escenario para interpretar «Right There», a continuación, realiza la canción «The Way», al terminar, las luces apuntan al público para que ella dé una charla con sus fanes, y así mismo anunciar que va a cantar una canción muy antigua, «Pink Champagne» seguido por la canción «Tattooed Heart», en la cual ella va hasta el frente del escenario junto con un pedestal de micrófono, para que al final de esta, ella baje del escenario por una pequeña plataforma. Al finalizar, un interludio de la banda sigue, lo que conduce a un vídeo que muestra el comienzo del vídeo musical de la canción de Grande «One Last Time». Esta misma canción es acompañada de coreografías realizadas por los bailarines. Al finalizar, otro interludio sigue, que muestra el artista Imogen Heap mostrando los "guantes Mi.Mu" y explica cómo funcionan, seguido por Grande utilizando los guantes en el escenario mientras hacia armonías y cantos, luego de esto, interpretaba «Why Try». Al finalizar, otro interludio que muestra el vídeo una conversación entre Grande y su abuelo ya fallecido, y luego aparece para cantar «My Everything», donde ella se sienta encima de un piano de cola blanco (otra veces negro) que llevaba una larga enagua transparente cubierto de rosas blancas (o negras). En algunos shows específicos, se procedía a realizar «Just a Little Bit of Your Heart» para finalizar esta parte más intima del espectáculo. (A partir de las paradas de la gira en Japón, Grande también reemplazó esta canción por «Baby I», mientras que en las siguientes etapas esta misma es interpretada justo después de «The Way»).
Después de un interludio con la participación de los bailarines con su canción «Lovin 'It», grande aparece subida en una gran plataforma para realizar «Love Me Harder», seguida de la realización de «All My Love», con una coreografía muy optimista y con exceso de trabajo. Además contando con lazers y visuales extravagantes. Esto es seguido por Grande interactuando con la audiencia durante unos minutos antes de realizar «Honeymoon Avenue», el cual contaba con chispas gigantes que salían del suelo. Luego de esto, un interludio muestra el comienzo del vídeo musical de «Break Free», que se lleva a cabo después con una coreografía, lazers y humo saliendo de los cañones, para luego finalizar la canción con ella bajando por una plataforma central, poniendo fin al acto.
Después de alrededor de un minuto de silencio, la pantalla muestra una espiral de giro en forma de líneas blancas y negras. Esto procede al número final con «Problem» en el que Grande lleva un vestido blanco y negro, que recuerda a la estética del vídeo musical de la canción. Además de lazers, pirotecnia y humo saliendo de los cañones. Después de la canción, Grande agradece a sus bailarines y banda, para así luego despedirse, y finaliza dejando el escenario bajo una lluvia de confeti y pirotecnia.

## Repertorio
- Acto 1

Intro (Interlude)
1. «Bang Bang»
2. «Hands On Me»
3. «Baby I»

- Acto 2

Band Interlude
1. «Best Mistake»
2. «Break Your Heart Right Back»
3. «I'm Every Woman»
4. «Vogue»
5. «Be My Baby»

- Acto 3

1920's Classical Interlude
1. «Right There»
2. «The Way»
3. «Pink Champagne»
4. «Tattooed Heart»

- Acto 4

Video Interlude (One Last Time)
1. «One Last Time»
2. «What Do You Mean?»
3. «Why Try»

- Acto 5

Audio entre Ariana y su Abuelo
1. «My Everything»
2. «Just a Little Bit of Your Heart»

«Lovin' It» (Interlude)
1. «Love Me Harder»
2. «All My Love»
3. «Honeymoon Avenue»
4. «Break Free»

Encore
1. «Problem»

Referencia:
| Notas |
| --- |
| - Durante el show en Rosemont, Illinois y Worcester, Massachusetts y Filadelfia Grande interpretó junto con Cashmere Cat su sencillo, «Adore». - Durante el show en Detroit, Míchigan, Grande estuvo acompañada en el escenario por Big Sean para interpretar sus canciones «Best Mistake» y «Right There». - Durante el show en Miami, Florida, Grande estuvo acompañada en el escenario por Justin Bieber para interpretar las canciones «Love Me Harder», «All That Matters» y «As Long As You Love Me». - Durante el show en Inglewood, California, Grande estuvo acompañada en el escenario otra vez por Justin Bieber para interpretar de nuevo «Love Me Harder» y «As Long as You Love Me». Además, Grande interpretó «I Have Nothing» (cover Whitney Houston) mientras David Foster, compositor del tema, tocaba el piano. - Durante el show en Vancouver, Canadá, Grande estuvo acompañada con los niños de Lucky Aces durante la canción «Love Me Harder» bailando Hip Hop. - Durante el segundo show en París, Francia, Grande contó con la colaboración de Kendji Girac, cantando «One Last Time» a dúo con estrofas en francés. - Durante el show en Barcelona, España, Grande interpretó la versión spanglish de «The Way» después de haber cantado el «Cumpleaños feliz» a su amigo Alfredo Flores con todos sus fanáticos españoles allí presentes. - Durante los shows en New York (28 de junio) perteneciente a las fiestas del Orgullo, y en Tampa (16 de julio), Grande interpretó un mashup de «I'm Every Woman» de Whitney Houston, y «Vogue» de Madonna, siendo añadida al repertorio del resto de la gira. - Durante los shows en Asia, Grande interpretó «Baby I», siendo añadida al repertorio del resto de la gira. - Durante el show en Manila, Filipinas, Grande interpretó de nuevo «I Have Nothing» (cover Whitney Houston). - Durante el show en Houston, Texas, Grande interpretó un mash-up de «One Last Time» con la canción «What Do You Mean?» de Justin Bieber, siendo añadida al repertorio del resto de la gira. |

- Durante los shows en Barcelona, Ciudad de México, Santiago y Buenos Aires Grande interpretó la versión spanglish de «The Way»

## Fechas y recaudación
| América del Norte (25 De Febrero - 16 De Abril)  |                   |                |                             |                         |             |  |  |
| 25 de febrero de 2015                            | Independence      | Estados Unidos | Independence Events Center  | 5594 / 5594             | $305 063    |  |  |
| 28 de febrero de 2015                            | Milwaukee         | Estados Unidos | Bradley Center              | 10 411 / 10 411         | $484 877    |  |  |
| 1 de marzo de 2015                               | Saint Paul        | Estados Unidos | Xcel Energy Center          | 11 272 / 11 272         | $596 866    |  |  |
| 3 de marzo de 2015                               | Rosemont          | Estados Unidos | Allstate Arena              | 12 470 / 12 470         | $635 053    |  |  |
| 5 de marzo de 2015                               | Cleveland         | Estados Unidos | Quicken Loans Arena         | 11 553 / 11 553         | $604 962    |  |  |
| 7 de marzo de 2015                               | Detroit           | Estados Unidos | The Palace of Auburn Hills  | 14 505 / 14 505         | $659 749    |  |  |
| 8 de marzo de 2015                               | Toronto           | Canadá         | Air Canada Centre           | 13 666 / 13 666         | $493 989    |  |  |
| 10 de marzo de 2015                              | Pittsburgh        | Estados Unidos | Consol Energy Center        | 8149 / 8149             | $427 937    |  |  |
| 12 de marzo de 2015                              | Filadelfia        | Estados Unidos | Wells Fargo Center          | 14 334 / 14 334         | $778 265    |  |  |
| 14 de marzo de 2015                              | Uncasville        | Estados Unidos | Mohegan Sun Arena           | 7347 / 7347             | $326 102    |  |  |
| 15 de marzo de 2015                              | Worcester         | Estados Unidos | DCU Center                  | 10 337 / 10 337         | $517 105    |  |  |
| 17 de marzo de 2015                              | Houston           | Estados Unidos | Estadio NRG                 | 75 068 / 75 068         | Festival    |  |  |
| 20 de marzo de 2015                              | Nueva York        | Estados Unidos | Madison Square Garden       | 28 520 / 28 520         | $1 455 122  |  |  |
| 21 de marzo de 2015                              | Nueva York        | Estados Unidos | Madison Square Garden       | 28 520 / 28 520         | $1 455 122  |  |  |
| 24 de marzo de 2015                              | Atlanta           | Estados Unidos | Philips Arena               | 9271/ 9271              | $510 404    |  |  |
| 26 de marzo de 2015                              | Orlando           | Estados Unidos | Amway Center                | 12 661 / 12 661         | $609 739    |  |  |
| 28 de marzo de 2015                              | Miami             | Estados Unidos | American Airlines Arena     | 13 646 / 13 646         | $663 521    |  |  |
| 31 de marzo de 2015                              | San Antonio       | Estados Unidos | AT&T Center                 | 11 319 / 11 319         | $544 146    |  |  |
| 1 de abril de 2015                               | Dallas            | Estados Unidos | American Airlines Center    | 12 248 / 12 248         | $602 533    |  |  |
| 3 de abril de 2015                               | Oklahoma City     | Estados Unidos | Chesapeake Energy Arena     | 9526 / 9526             | $461 343    |  |  |
| 6 de abril de 2015                               | Phoenix           | Estados Unidos | US Airways Center           | 12 530 / 12 530         | $600 28     |  |  |
| 9 de abril de 2015                               | Inglewood         | Estados Unidos | The Forum                   | 11 605 / 11 605         | $534 176    |  |  |
| 10 de abril de 2015                              | Anaheim           | Estados Unidos | Honda Center                | 12 160/ 12 160          | $581 827    |  |  |
| 12 de abril de 2015                              | San José          | Estados Unidos | SAP Center                  | 12 717 / 12 717         | $651 429    |  |  |
| 14 de abril de 2015                              | Seattle           | Estados Unidos | KeyArena                    | 11 648 / 11 648         | $508 121    |  |  |
| 16 de abril de 2015                              | Vancouver         | Canadá         | Rogers Arena                | 13 210 / 13 210         | $477 295    |  |  |
| Europa (14 De Mayo - 16 De Junio)                |                   |                |                             |                         |             |  |  |
| 14 de mayo de 2015                               | París             | Francia        | AccorHotels Arena           |                         |             |  |  |
| 15 de mayo de 2015                               | París             | Francia        | AccorHotels Arena           |                         |             |  |  |
| 19 de mayo de 2015                               | Berlín            | Alemania       | Max-Schmeling-Halle         |                         |             |  |  |
| 21 de mayo de 2015                               | Estocolmo         | Suecia         | Globen Arena                |                         |             |  |  |
| 22 de mayo de 2015                               | Oslo              | Noruega        | Spektrum                    |                         |             |  |  |
| 25 de mayo de 2015                               | Milán             | Italia         | Mediolanum Forum            |                         |             |  |  |
| 28 de mayo de 2015                               | Ámsterdam         | Países Bajos   | Ziggo Dome                  |                         |             |  |  |
| 29 de mayo de 2015                               | Ámsterdam         | Países Bajos   | Ziggo Dome                  |                         |             |  |  |
| 1 de junio de 2015                               | Londres           | Reino Unido    | The O2 Arena                | 13 549 / 13 841         | $762 868    |  |  |
| 4 de junio de 2015                               | Mánchester        | Reino Unido    | Manchester Arena            | 11 506 / 11 765         | $613 272    |  |  |
| 6 de junio de 2015                               | Londres           | Reino Unido    | Estadio de Wembley          | 80 000 / 80 000         | Festival    |  |  |
| 8 de junio de 2015                               | Glasgow           | Reino Unido    | The Hydro                   | 10 789 / 10 792         | $555 723    |  |  |
| 9 de junio de 2015                               | Birmingham        | Reino Unido    | National Indoor Arena       |                         |             |  |  |
| 12 de junio de 2015                              | Amberes           | Bélgica        | Sportpaleis                 | 13 255 / 14 514         | $563 577    |  |  |
| 13 de junio de 2015                              | Colonia           | Alemania       | Lanxess Arena               |                         |             |  |  |
| 16 de junio de 2015                              | Barcelona         | España         | Palau Sant Jordi            |                         |             |  |  |
| América del Norte (28 De Junio - 9 De Agosto)    |                   |                |                             |                         |             |  |  |
| 28 de junio de 2015                              | Nueva York        | Estados Unidos | Pier 26 (Hudson River Park) | Festival                | Festival    |  |  |
| 16 de julio de 2015                              | Tampa             | Estados Unidos | Amalie Arena                | 5 651 / 7 214           | $306 261    |  |  |
| 18 de julio de 2015                              | Sunrise           | Estados Unidos | BB&T Center                 |                         |             |  |  |
| 21 de julio de 2015                              | Charlotte         | Estados Unidos | Time Warner Cable Arena     |                         |             |  |  |
| 23 de julio de 2015                              | Louisville        | Estados Unidos | KFC Yum! Center             |                         |             |  |  |
| 25 de julio de 2015                              | Washington D. C.  | Estados Unidos | Verizon Center              | 7 996 / 10 361          | $515 683    |  |  |
| 26 de julio de 2015                              | Hershey Park      | Estados Unidos | Hersheypark Stadium         |                         |             |  |  |
| 29 de julio de 2015                              | Filadelfia        | Estados Unidos | Wells Fargo Center          |                         |             |  |  |
| 31 de julio de 2015                              | Albany            | Estados Unidos | MVP Arena                   |                         |             |  |  |
| 2 de agosto de 2015                              | Uncasville        | Estados Unidos | Mohegan Sun Arena           | 7 044 / 7 131           | $470 758    |  |  |
| 4 de agosto de 2015                              | Mánchester        | Estados Unidos | SNHU Arena                  |                         |             |  |  |
| 6 de agosto de 2015                              | Montreal          | Canadá         | Bell Center                 | 10 533 / 10 533         | $502 087    |  |  |
| 7 de agosto de 2015                              | Ottawa            | Canadá         | Canadian Tire Centre        |                         |             |  |  |
| 9 de agosto de 2015                              | Toronto           | Canadá         | Air Canada Centre           | 10 703 / 10 703         | $453 447    |  |  |
| Asia (15 De Agosto - 26 De Agosto)               |                   |                |                             |                         |             |  |  |
| 15 de agosto de 2015                             | Chiba City        | Japón          | Estadio Chiba Marine        | Festival                | Festival    |  |  |
| 16 de agosto de 2015                             | Osaka             | Japón          | Maishima Sports Island      | Festival                | Festival    |  |  |
| 19 de agosto de 2015                             | Tokio             | Japón          | Tokyo International Forum   |                         |             |  |  |
| 23 de agosto de 2015                             | Manila            | Filipinas      | Mall Of Asia Arena          |                         |             |  |  |
| 26 de agosto de 2015                             | Yakarta           | Indonesia      | JIEXPO                      |                         |             |  |  |
| América del Norte (29 de agosto - 15 de octubre) |                   |                |                             |                         |             |  |  |
| 29 de agosto de 2015                             | Las Vegas         | Estados Unidos | Mandalay Bay Events Center  |                         |             |  |  |
| 31 de agosto de 2015                             | Fresno            | Estados Unidos | Save Mart Center            | 8 897 / 10 710          | $416 264    |  |  |
| 2 de septiembre de 2015                          | Boise             | Estados Unidos | Taco Bell Arena             |                         |             |  |  |
| 4 de septiembre de 2015                          | Portland          | Estados Unidos | Moda Center                 |                         |             |  |  |
| 8 de septiembre de 2015                          | Mountain View     | Estados Unidos | Shoreline Amphitheatre      |                         |             |  |  |
| 9 de septiembre de 2015                          | Chula Vista       | Estados Unidos | Sleep Train Amphitheatre    |                         |             |  |  |
| 10 de septiembre de 2015                         | Sacramento        | Estados Unidos | Sleep Train Arena           |                         |             |  |  |
| 11 de septiembre de 2015                         | Los Ángeles       | Estados Unidos | Staples Center              | 13 573 / 13 745         | $653 203    |  |  |
| 18 de septiembre de 2015                         | Houston           | Estados Unidos | Toyota Center               | 9 939 / 10 124          | $557 714    |  |  |
| 20 de septiembre de 2015                         | Birmingham        | Estados Unidos | BJCC Arena                  |                         |             |  |  |
| 22 de septiembre de 2015                         | Nashville         | Estados Unidos | Bridgestone Arena           | 7 775 / 8 045           | $304 405    |  |  |
| 24 de septiembre de 2015                         | Raleigh           | Estados Unidos | PNC Arena                   |                         |             |  |  |
| 26 de septiembre de 2015                         | Nueva York        | Estados Unidos | Barclays Center             | 21 510 / 21 510         | $1 127 406  |  |  |
| 27 de septiembre de 2015                         | Nueva York        | Estados Unidos | Barclays Center             | 21 510 / 21 510         | $1 127 406  |  |  |
| 29 de septiembre de 2015                         | Gran Rapids       | Estados Unidos | Van Andel Arena             | 7 822 / 7 822           | $373 754    |  |  |
| 2 de octubre de 2015                             | Chicago           | Estados Unidos | United Center               |                         |             |  |  |
| 4 de octubre de 2015                             | Saint Louis       | Estados Unidos | Scottrade Center            |                         |             |  |  |
| 6 de octubre de 2015                             | Wichita           | Estados Unidos | Intrust Bank Arena          | 7 161 / 10 884          | $371 124    |  |  |
| 7 de octubre de 2015                             | Tulsa             | Estados Unidos | BOK Center                  |                         |             |  |  |
| 9 de octubre de 2015                             | Nueva Orleans     | Estados Unidos | Smoothie King Center        |                         |             |  |  |
| 11 de octubre de 2015                            | Dallas            | Estados Unidos | American Airlines Center    | 8 945 / 9 653           | $377 291    |  |  |
| 13 de octubre de 2015                            | Austin            | Estados Unidos | Frank Erwin Center          | 7 179 / 8 632           | $351 128    |  |  |
| 15 de octubre de 2015                            | El Paso           | Estados Unidos | El Paso County Coliseum     |                         |             |  |  |
| América Latina (18 De Octubre - 25 De Octubre)   |                   |                |                             |                         |             |  |  |
| 18 de octubre de 2015                            | Ciudad de México  | México         | Palacio de los Deportes     | 39 000 / 39 000         | $1 074 116  |  |  |
| 21 de octubre de 2015                            | Santiago de Chile | Chile          | Movistar Arena              | 10 000 / 10 000         | $2 570 000  |  |  |
| 23 de octubre de 2015                            | Buenos Aires      | Argentina      | Complejo Al Rio             | 56 788 / 56 788         | $6 789 000  |  |  |
| 25 de octubre de 2015                            | São Paulo         | Brasil         | Allianz Parque              | 43 560 / 43 560         | $5 550 300  |  |  |
| Total                                            | Total             | Total          | Total                       | 490 635 / 505 027 (97%) | $24 379 990 |  |  |

### Conciertos cancelados y/o reprogramados
| Fecha                   | Ciudad     | País                   | Lugar                  | Motivo |
| ----------------------- | ---------- | ---------------------- | ---------------------- | --- |
| 17 de marzo de 2015     | Fairfax    | Estados Unidos         | Patriot Center         | Cancelado por compromisos previos.                                                                                    |
| 3 de abril de 2015      | Houston    | Estados Unidos         | Toyota Center          | Cancelado por compromisos previos.                                                                                    |
| 12 de junio de 2015     | Amberes    | Bélgica                | Lotto Arena            | Concierto trasladado al Sportpaleis por aforo insuficiente.                                                           |
| 11 de julio de 2015     | Cincinnati | Estados Unidos         | Estadio Paul Brown     | Este concierto formaba parte de MLB All-Star Concert, pero fue cancelado el 8 de julio por una cirugía bucal urgente. |
| 6 de septiembre de 2015 | Sacramento | Estados Unidos         | Sleep Train Arena      | Reprogramado para el 10 de septiembre por enfermedad.                                                                 |
| 29 de octubre de 2015   | San Juan   | Puerto Rico            | Coliseo de Puerto Rico | Cancelado por conflictos de programación.                                                                             |
| 3 de diciembre de 2015  | Abu Dabi   | Emiratos Árabes Unidos | Yas Arena              | Cancelado por motivos desconocidos.                                                                                   |
| 5 de diciembre de 2015  | Londres    | Reino Unido            | The O2 Arena           | Cancelado por motivos desconocidos.                                                                                   |
| 8 de diciembre de 2015  | Saitama    | Japón                  | Saitama Super Arena    | Cancelado por motivos desconocidos.                                                                                   |
| 9 de diciembre de 2015  | Saitama    | Japón                  | Saitama Super Arena    | Cancelado por motivos desconocidos.                                                                                   |

## Premios y nominaciones
| Año  | Premiación                      | Categoría             | Resultado | Ref.   |
| ---- | ------------------------------- | --------------------- | --------- | ------ |
| 2015 | Billboard Mid-Year Music Awards | Mejor gira            | Nominada  | [ 58 ] |
| 2015 | Teen Choice Awards              | Mejor gira del verano | Nominada  | [ 59 ] |